# Катков Олег Олексійович
Катков Олег Олексійович (нар. 6 червня 1966, Єнакієве) — український артист, естрадний виконавець, режисер масових заходів, телеведучий, диктор. Заслужений артист України (2003), Подяка UEFA Euro-2012, Почесна грамота Харківської міської ради (2012).

## Біографія
1986 року закінчив Дніпропетровське державне театральне училище, (стаціонар) факультет: акторський, майстерня Якова Шифрина. Після цього півтора року провів у лавах Радянської армії.
З 1988 по 1991 рік — соліст-вокаліст — художній керівник шоу-програми у Вінницькій обласній філармонії.
З 1991 року — СП «Євроділ» — художній керівник балетного шоу — гастролі за кордоном Югославія, Румунія, Болгарія, Греція, Польща, Сирія, Туніс та інші країни.
1992 року закінчив театральний факультет Харківського державного інституту культури за спеціальністю: режисура (викладач ― В. Птушкін).
1996 року став учителем мистецтвознавства та завучем-організатором у середній школі-інтернаті (ліцей) № 23 міста Київ.
З 2000 по 2008 рік працював на телекомпаніях «Гравіс», «Сіті», «Кіно» на посаді музичного редактора, автора та ведучого програм («Зоряні зустрічі», «Ексклюзив-М», «Молоде кіно», «Кінорік»), диктора телебачення та редактор
З 2008 року входить до складу Асоціації діячів естрадного мистецтв України як соліст-вокаліст.

## Творча робота
Як соліст — вокаліст випустив три альбоми, бере постійну участь у концертах, у тому числі благодійних.
Як режисер, має великий досвід по створенню та проведенню концертів у Києві та різних містах України. Режисер — постановник та ведучий Першого в Україні чемпіонату із саунного спорту, режисер постановник Днів міст у різних регіонах країни, режисер — постановник та ведучий низки корпоративних свят провідних компаній України ― «Президент-отель», Мережа «Козирна карта».
Головний режисер фан-зон «Євро−2012» у Києві та Харкові.
Учасник та ведучий Міжнародних фестивалів в Артеку, співведучий із народною артисткою Росії Ангеліною Вовк, постійний член журі низки Міжнародних фестивалів дитячої творчості «Зоряний Аюдаг», «Пісенний вернісаж», «Студентська весна», «Казкова Ялта» та інші.